# Shining!/cry baby
「Shining!/cry baby」(シャイニング クライ・ベイビー)は、河辺千恵子の2作目のシングル。2004年11月25日にバップからリリースされた。

## 解説
- 日本テレビ系テレビアニメ「お伽草子」エンディングテーマとして使用された。

## 収録曲
1. Shining! [3:29] 
作詞：渡辺なつみ、作曲：Aslak Jonsen・Svein Finneide・Jon Rydningen・Ken Ingwersen・EAR、編曲：Face 2 fAKE
2. cry baby [4:52] 
作詞：河辺千恵子・日向めぐみ、作曲：日向めぐみ、編曲：長谷川智樹
3. quiet riot  [3:13] 
作詞：Kenn Kato、作曲・編曲：Face 2 fAKE
4. Shining!  （instrumental）
5. cry baby （off vocal）